# Vonyarcvashegy
Vonyarcvashegy nagyközség Zala vármegyében, a Keszthelyi járásban.

## Fekvése
A vármegye keleti részén fekszik, a Keszthelyi-öböl partján. Délről a Balaton, északról a Keszthelyi-fennsík hegyei határolják a települést, amely így inkább csak kelet–nyugati irányban nyitott.
„Szárazföldön” csak két települési szomszédja van: kelet felől Balatongyörök, nyugat felől pedig Gyenesdiás (észak felől is csak e két településhez tartozó külterületek övezik). Balatoni vízterületei révén dél felől határos még Balatonberénnyel is.

### Megközelítése, közlekedése
Legfontosabb közúti megközelítési útvonala a 71-es főút, mely azon túl, hogy főutcájaként húzódik rajta keresztül kelet-nyugati irányban, Keszthellyel, illetve a Balaton északi partján fekvő más településekkel is összeköti.
Keszthely felől kiválóan megközelíthető autóbusszal, de Tapolcáról is sűrűn járnak járatok.
A hazai vasútvonalak közül a települést a Balatonszentgyörgy–Tapolca–Ukk-vasútvonal} érinti, amely nagyjából az országúttal párhuzamosan halad végig a belterületén nyugat-keleti irányban, a tóparttól nem messze, és amelynek egy megállási pontja van a határai között, Vonyarcvashegy vasútállomás. Az állomást az elővárosi szerelvények mellett az erre közlekedő pécsi és szombathelyi gyorsvonatok is érintik.

## Története
A Balatonhoz közelebb eső Vonyarc településrész történetileg jóval megelőzi Vashegyet. Első említése 1335-ből való már mint anyaszentegyház. Ekkori birtokosai a Karmacsi család.
1573-ban a török megrohanta a települést, és felgyújtotta. Az 1580-as évektől évszázadokig lakatlanná vált a falu. A 17. században a környék mint szőlőhegy éledt újjá. A vonyarci hegyközségben a birtokosok elsősorban keszthelyi gazdák voltak, azonban az 1690-től kezdve pár helyi lakosról is lehet beszélni. A mai település másik része, Vashegy, is ebben az időszakban jelent meg. Első említése 1689-ből való mint Balatongyörök szőlőhegye.
A 18. században két apró falu volt a mai nagyközség helyén. Lakosai zsellérek voltak, és főként a szőlőkben végzett bérmunkákból éltek. A terület birtokosa 1741-től a Festetics család mellett a horvát bán, aki végül 1779-ben lemondott tulajdonáról, így teljes mértékben a Festeticsek birtokába került.
Vonyarc és Vashegy 1850-ben egyesült, és kisebb fejlődésbe kezdett. Iskolája 1870-ben nyílt meg.
A település a 20. század elején tovább nőtt, azonban kiemelkedő fejlődése csak az 1950-es évektől figyelhető meg, amikor a község bekapcsolódott a balatoni turizmusba, jó minőségű strand, 1952-ben új iskolája, 1954-ben kultúrháza, 1957-ben pedig egy kemping jött létre. 1960-ban Vonyarcvashegy nagyközséggé alakult, ahol a turizmus meghatározó jelleggel bír.
2007-ig a Keszthely–Hévízi, utána a Keszthelyi kistérséghez, 2013 óta a Keszthelyi járáshoz tartozik.
A településen polgárőrség működik.

## Közélete

### Polgármesterei
- 1990–1994: Andorkó Ferenc (független)[4]
- 1994–1998: Andorkó Ferenc (független)[5]
- 1998–2002: Seffer József (független)[6]
- 2002–2006: Seffer József (független)[7]
- 2006–2010: Seffer József (független)[8]
- 2010–2014: Péter Károly (független)[9]
- 2014–2019: Péter Károly (független)[10]
- 2019–2024: Pali Róbert (független)[1]
- 2024– :

## Népesség
A település népességének változása:
| Lakosok száma | 2178 | 2182 | 2172 | 2393 | 2400 | 2408 | 2431 |
|               | 2013 | 2014 | 2015 | 2021 | 2022 | 2023 | 2024 |

A 2011-es népszámlálás idején a nemzetiségi megoszlás a következő volt: magyar 91,2%, cigány 0,2%, német 6,97%, horvát 0,16%. A lakosok 55,2%-a római katolikusnak, 2,36% reformátusnak, 1,32% evangélikusnak, 7,9% felekezeten kívülinek vallotta magát (31,9% nem nyilatkozott).
2022-ben a lakosság 85,9%-a vallotta magát magyarnak, 5,6% németnek, 0,4% ukránnak, 0,1-0,1% cigánynak, horvátnak, ruszinnak és lengyelnek, 4,4% egyéb, nem hazai nemzetiségűnek (10,6% nem nyilatkozott; a kettős identitások miatt a végösszeg nagyobb lehet 100%-nál). Vallásuk szerint 43,1% volt római katolikus, 2,6% református, 1,6% evangélikus, 0,3% görög katolikus, 0,3% ortodox, 0,2% izraelita, 1,3% egyéb keresztény, 1,2% egyéb katolikus, 10,3% felekezeten kívüli (39% nem válaszolt).

## Nevezetességei
- Szent Mihály-domb
- Vonyarci kápolna
- Vashegyi kápolna
- Kálvária és „fénykereszt” (2010)[13]
- Lidó strand
- 40 halász emlékmű
- Vitorláskikötő és magaspart
- Berzsenyi-kilátó
- Kitaibel Pál kilátó

## Régi mondások, falucsúfolók a településről
- Deszkán szárogatott vonyarczi rosseb.[14]

## Testvértelepülése
- Nagyerzsébetlak (Szerbia)
- Homoródszentmárton (Románia)

## Képek

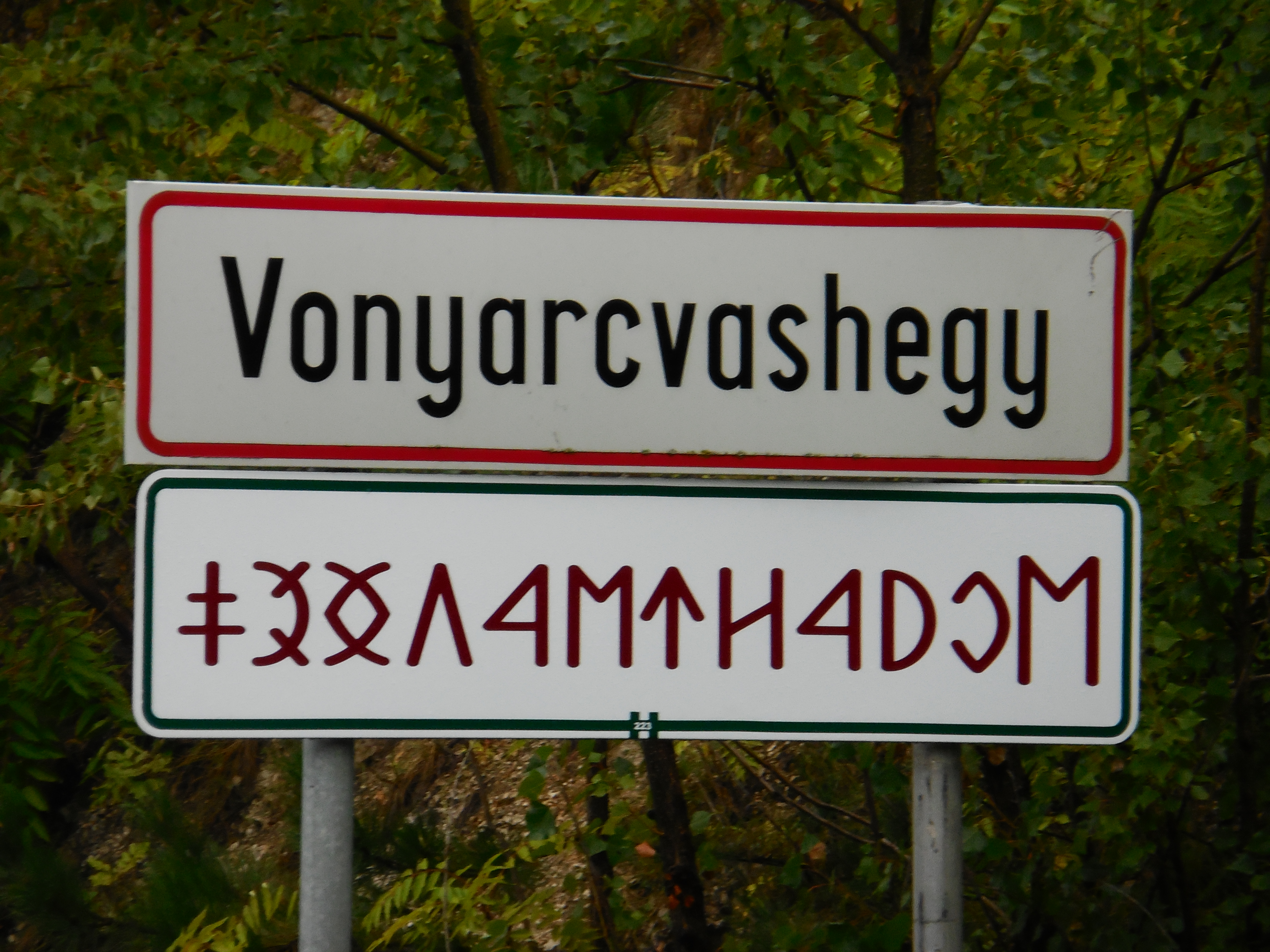
Helységnévtáblák
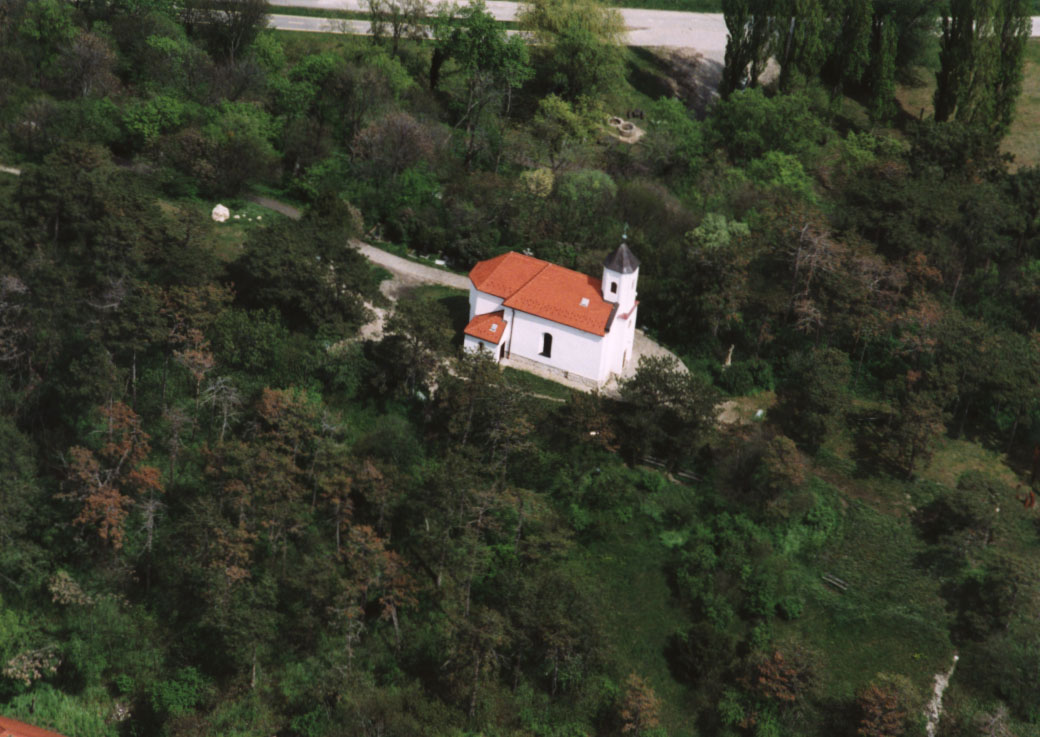
A Szent Mihály-domb
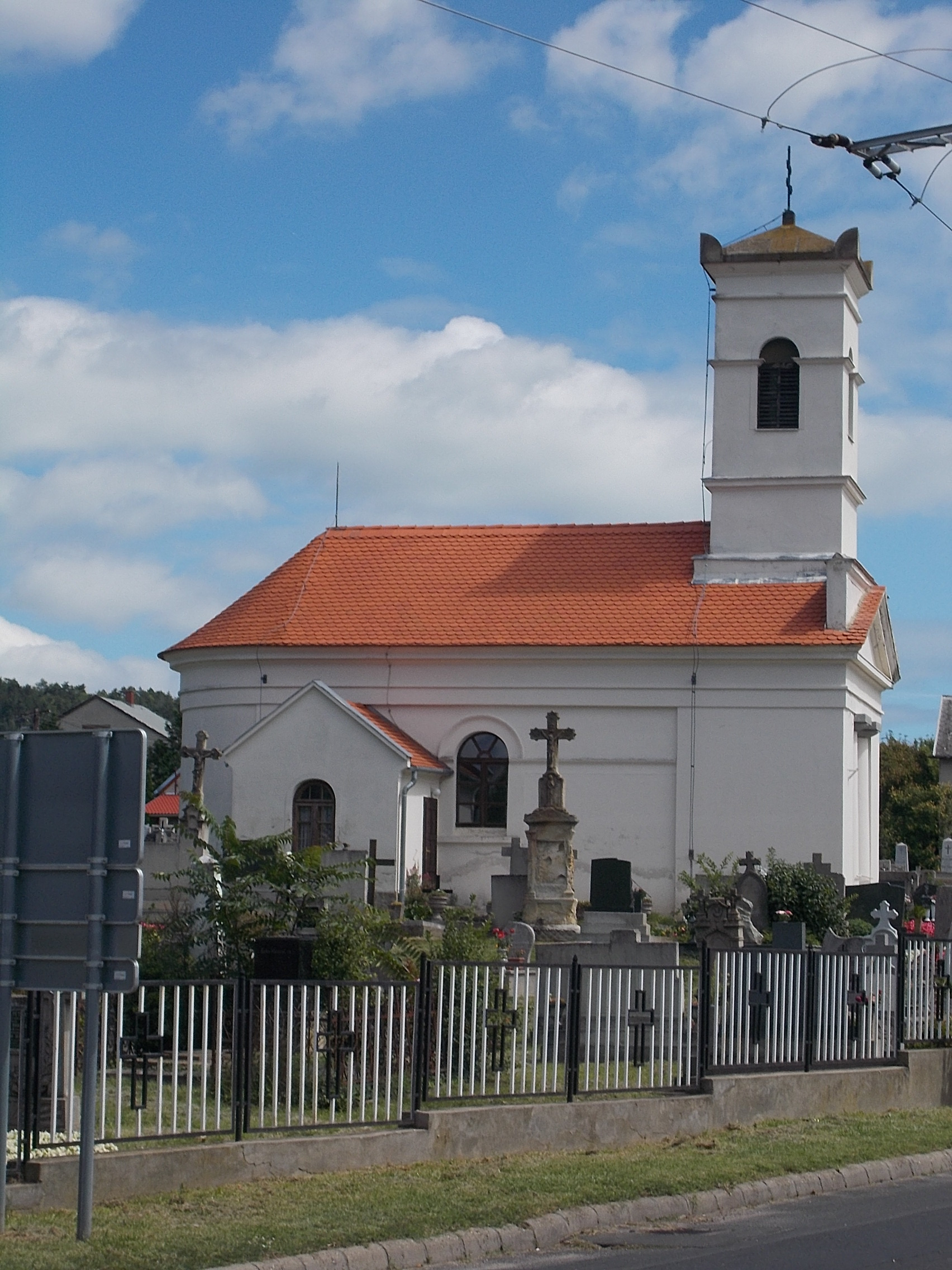
A vonyarci kápolna
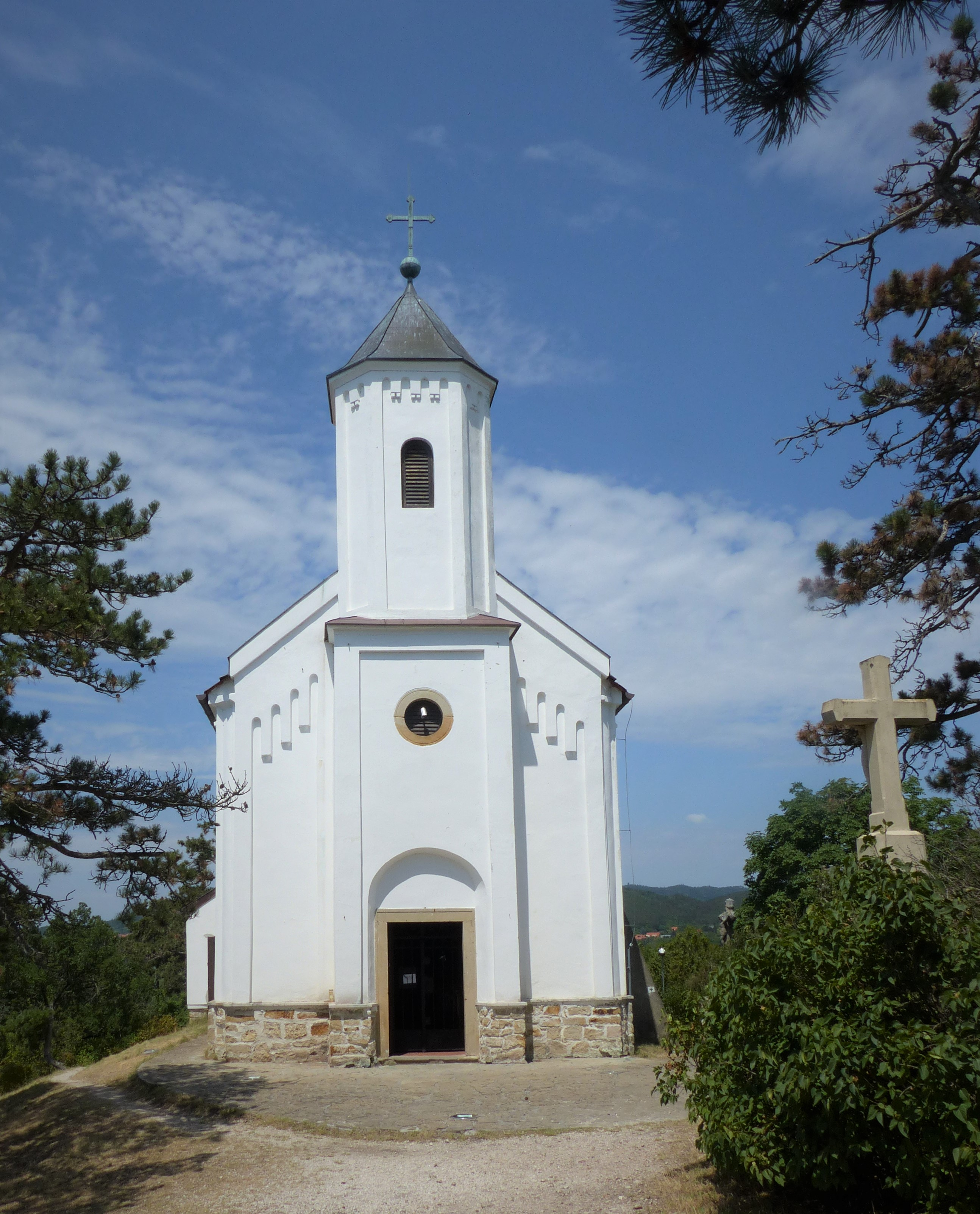
Fogadalmi kápolna